# Lekinka
Lekinka je vodoravna kraška jama z vhodom na severovzhodnem robu Postojnske kotline nedaleč od Postojne oz. natančneje vasi Veliki Otok v jugozahodni Sloveniji. Je del obširnejšega jamskega sistema Postojnske jame, s katero pa nima prehodne povezave; v Lekinko ponika Črni potok, teče po njej do končnega sifona in pod zemljo doseže bližnjo Otoško jamo, v kateri se nato izlije v reko Pivko. Črni potok teče skoraj vodoravno po Lekinki v dolžini 1032 m do končnega sifona, na tej razdalji je višinska razlika v strugi le 5 m.
Jama je kljub dostopnosti, prehodnosti in bližine turistične znamenitosti razmeroma slabo poznana ter raziskana.
Kot del Postojnskega jamskega sistema je zavarovana z Odlokom o razglasitvi kulturnih in zgodovinskih spomenikov ter naravnih znamenitosti na območju občine Postojna.